# Castello di Darfeld

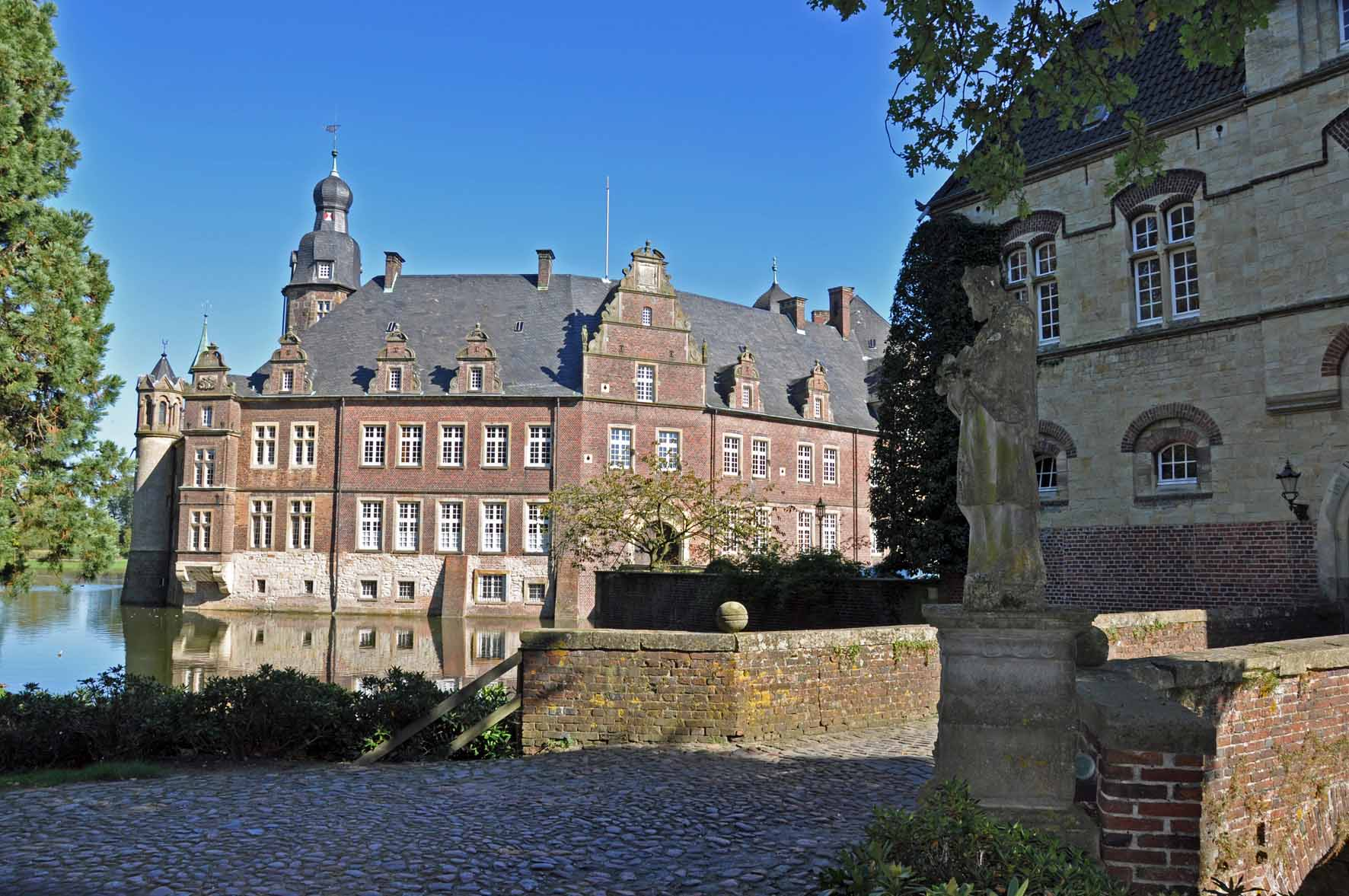
Una facciata del castello di Darfeld

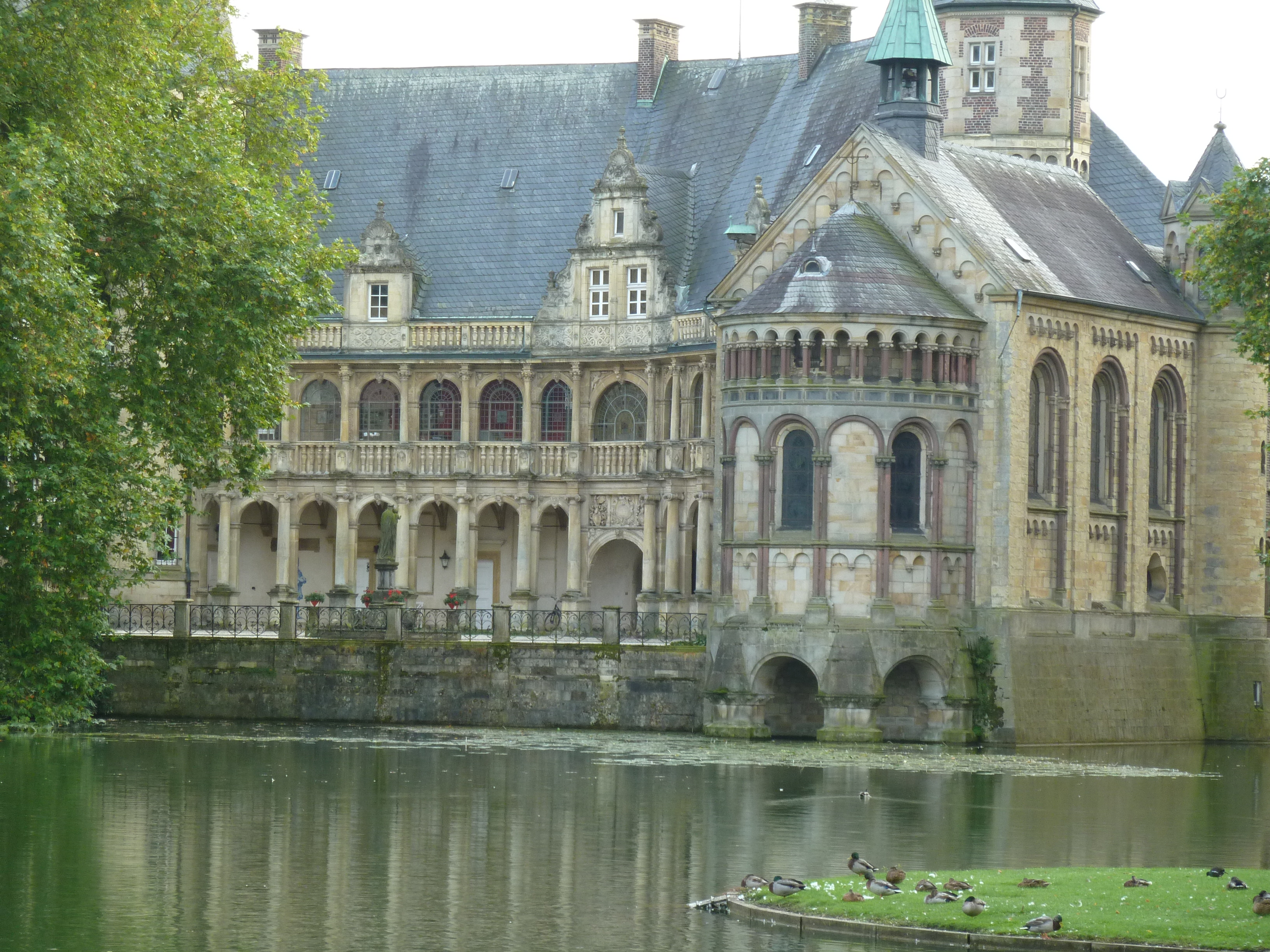
Altra facciata del castello

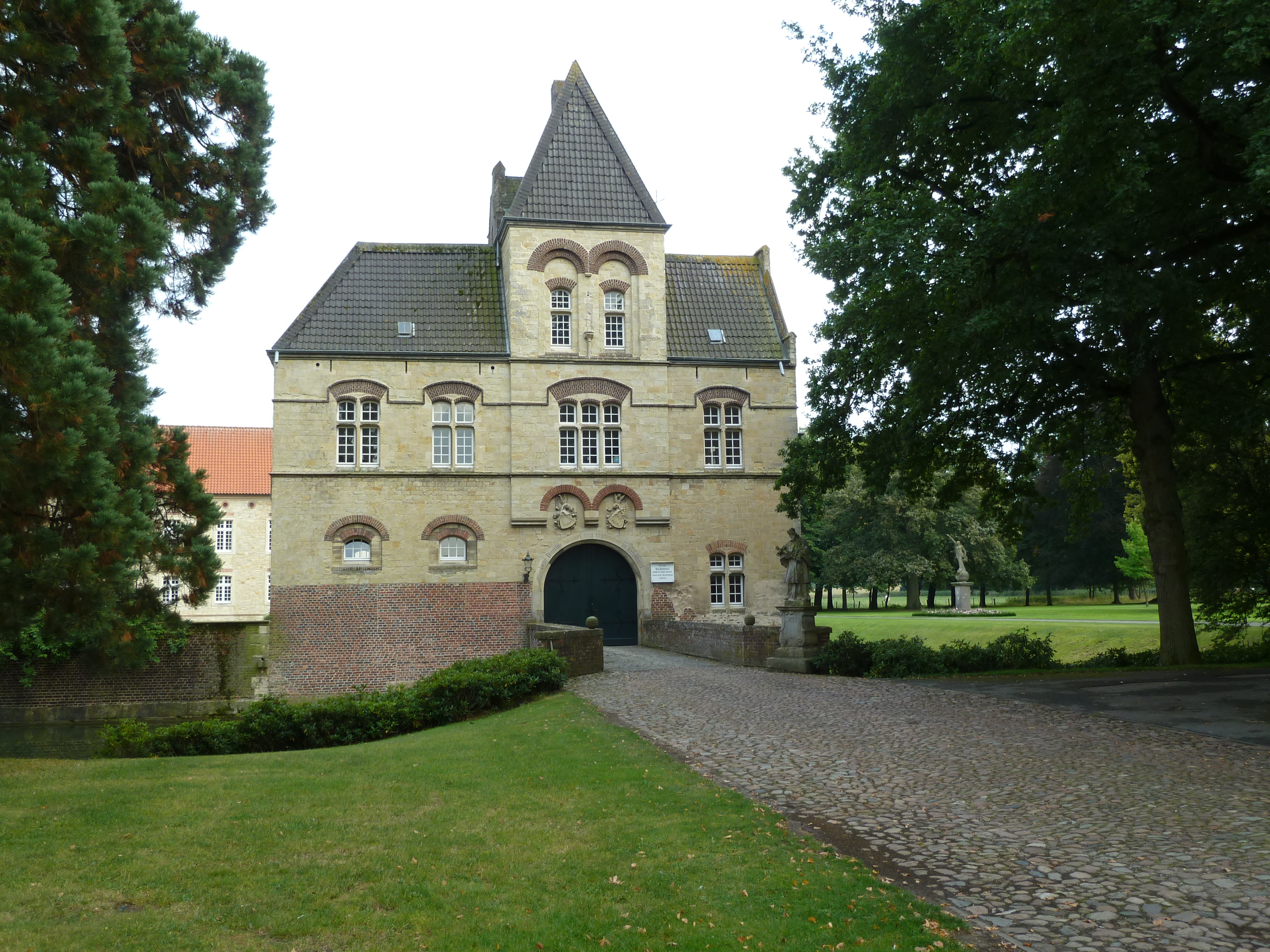
Il castello e il parco circostante

Il castello di Darfeld (in tedesco: Wasserschloss Darfeld o semplicemente Schloss Darfeld o anche Haus Darfeld) è un tipico castello sull'acqua (Wasserschloss) della regione tedesca del Münsterland, nel Land Renania Settentrionale-Vestfalia (Germania nord-occidentale), situato nella frazione di Darfeld (comune di Rosendahl) e costruito tra il 1612 e il 1616 su progetto di Gerhard Gröninger e per volere del cavaliere Jobst von Voerden. È stato a lungo la residenza della famiglia Droste zu Vischering..

## Storia
Di una fortezza chiamata "Darfeld" si hanno notizie sin dal XIII secolo: l'edificio era di proprietà del casato di Darvelthe
Il castello attuale fu tuttavia realizzato soltanto tra il 1612 e il 1616,  quando l'architetto e scultore Gerhard Gröninger creò una residenza in stile rinascimentale veneziano.
Nel corso del XVII secolo, l'edificio fu ereditato dal cavaliere Jobst von Voerden.  Von Voerden incaricò nel 1612 l'architetto e scultore Gerhard Gröninger di ricostruire l'edificio.
Nel 1651, il successore di Jobst von Voerden, suo fratello Johann Heinrich von Voerden fu costretto, a causa dei debiti, a cedere il castello nel al conte Adrian von Flodorf.
Von Flodorf era però protestante e ciò lo portò a dei contrasti con il vescovo Christoph Bernhard von Galen, contrasti che lo costrinsero a lasciare il castello e a trasferirsi nei Paesi Bassi. Von Galen regalò quindi il castello di Darfeld ad un cugino, Ludolf von Galen, dichiaratosi nel 1680, signore di Gowin Droste von Vischering.
Con la morte di Ludolf von Galen, avvenuta nel 1690, il castello fu ereditato da Christoph Heidenreich Droste zu Vischering. La famiglia Droste zu Vischering lasciò così l'anno seguente il Burg Vischering, scegliendo il castello di Darfeld come propria residenza.
|  |

Nel 1899, il castello andò quasi completamente distrutto a causa di un incendio e fu quindi ricostruito nel 1904 in stile neo-rinascimentale dall'architetto Hermann Schaedtler.
Nel corso della seconda guerra mondiale e nei 17 anni che seguirono dal termine del conflitto, il castello fu occupato dapprima dalla truppe tedesche e poi dalla truppe americane. In seguito, il castello fu utilizzato, tra l'altro, anche come orfanotrofio.

## Punti d'interesse

### Esterni

#### Antoinettenburg
Nella parte meridionale del parco del castello, si trova una casa per giardino, realizzata nel 1767 in stile barocco da Johann Conrad Schlaun.

#### Cappella
Nel parco si trova anche una cappella costruita nel 1873 in stile neoromanico ed intitolata a Sant'Antonio da Padova.